# 鲛珠传
《鲛珠传》（英語：Legend of the Naga Pearls），是一部于2017年上映的奇幻喜剧电影。影片基于九州架空世界观，是借用了九州系列《九州·天空城》设定的原创故事。影片由王大陆、张天爱、任达华、盛冠森、王迅、释彦能、胡兵、何穗领衔主演，2017年8月11日于中国大陆上映。

## 演员列表

### 主要演员
| 演员姓名 | 角色名称 | 介绍                                                                                               |
| 王大陆   | 泥空空   | 精明的賊，勇闖瑰麗九州                                                                             |
| 张天爱   | 黑羽     | 羽人，捕快，高能正直，恪尽职守、扬善惩恶，与王大陆扮演的飞贼「泥空空」上演你追我赶，渐渐萌生感情。 |
| 任达华   | 雪烈     | 羽族后裔，野心勃勃，争夺鲛珠，妄图毁灭人族。                                                       |
| 盛冠森   | 蛤蜊     | 皇子，地位高高在上，性格却单纯可爱，平日幽默搞笑。                                                 |
| 王迅     | 老猿人   | |
| 释彦能   | 雷暴     | |
| 胡兵     | 皇帝     | |
| 何穗     | 飞龙     | |

### 其他演员
| 演员姓名 | 角色名称 | 介绍 |
| 赵健     | 江城子   |      |
| 刘俊孝   | 风啸     |      |
| 蒋璐霞   | 鹤影     |      |
| 周一围   | 郡王     |      |
| 杜奕衡   | 杨震虎   |      |

## 电影歌曲
| 曲别   | 歌名           | 演唱者 | 作词   | 作曲     |
| 主题曲 | 请让爱情相信你 | 张靓颖 | 陈少琪 | 藤原育郎 |

## 票房
中国大陆获得1.13亿人民币。